# Suldrup
Suldrup is een plaats in de Deense regio Noord-Jutland, gemeente Rebild. De plaats telt circa 2700 inwoners (2006).
Tot 2007 behoorde de plaats tot de voormalige gemeente Støvring.